# Marko Luković
Marko Luković (in serbo Mapкo Луковић?; Belgrado, 26 maggio 1992) è un cestista serbo.
È figlio di Ljubisav Luković, e fratello di Uroš e Branka, a loro volta tutti cestisti.

## Palmarès
- Campionato macedone: 1

MZT Skopje: 2015-16
- Coppa di Macedonia: 1

MZT Skopje: 2016
- Coppa di Slovenia: 1

Primorska: 2020